# Alicia Cano
Alicia Cano Menoni (Salto) es una directora, productora y comunicadora uruguaya. 

## Biografía
Es licenciada en Ciencias de la Comunicación de la Universidad de la República y tiene una maestría en realización audiovisual de la Universidad Católica de Italia. Vivió y trabajó en Italia, México, India y Uruguay. Cano dirigió El Bella Vista en 2012,  Locura al aire (codirección con Leticia Cuba en 2018). Sus películas se han exhibido en los festivales de San Sebastián, Karlovy Vary, IDFA, entre otros. 
Ha escrito y dirigido para la televisión italiana.
Realizó la película Bosco en 2020, que fue nominada en los premios Platino en 2023 y recibió el premio a la mejor película documental en el Festival de Málaga.
 Además fue proyectada en el Festival de Cannes.

## Filmografía
- 2012, El Bella Vista, dirección, guionista y producción.
- 2018, Locura al aire, codirectora con Leticia Cuba.
- 2019, Ruger American, cortometraje.
- 2020, Bosco.